# St. Peter-Pagig
St. Peter-Pagig war bis am 31. Dezember 2012 eine politische Gemeinde im ehemaligen Kreis Schanfigg des Kantons Graubünden in der Schweiz. Sie entstand am 1. Januar 2008 aus der Fusion der bisher selbstständigen Gemeinden St. Peter GR und Pagig.
Am 1. Januar 2013 schloss sie sich mit den damals ebenfalls selbständigen Gemeinden Calfreisen, Castiel, Langwies, Lüen, Molinis und Peist der Gemeinde Arosa an.

## Geschichte
→ siehe auch Abschnitt Geschichte im Artikel St. Peter GR

→ siehe auch Abschnitt Geschichte im Artikel Pagig

## Wappen

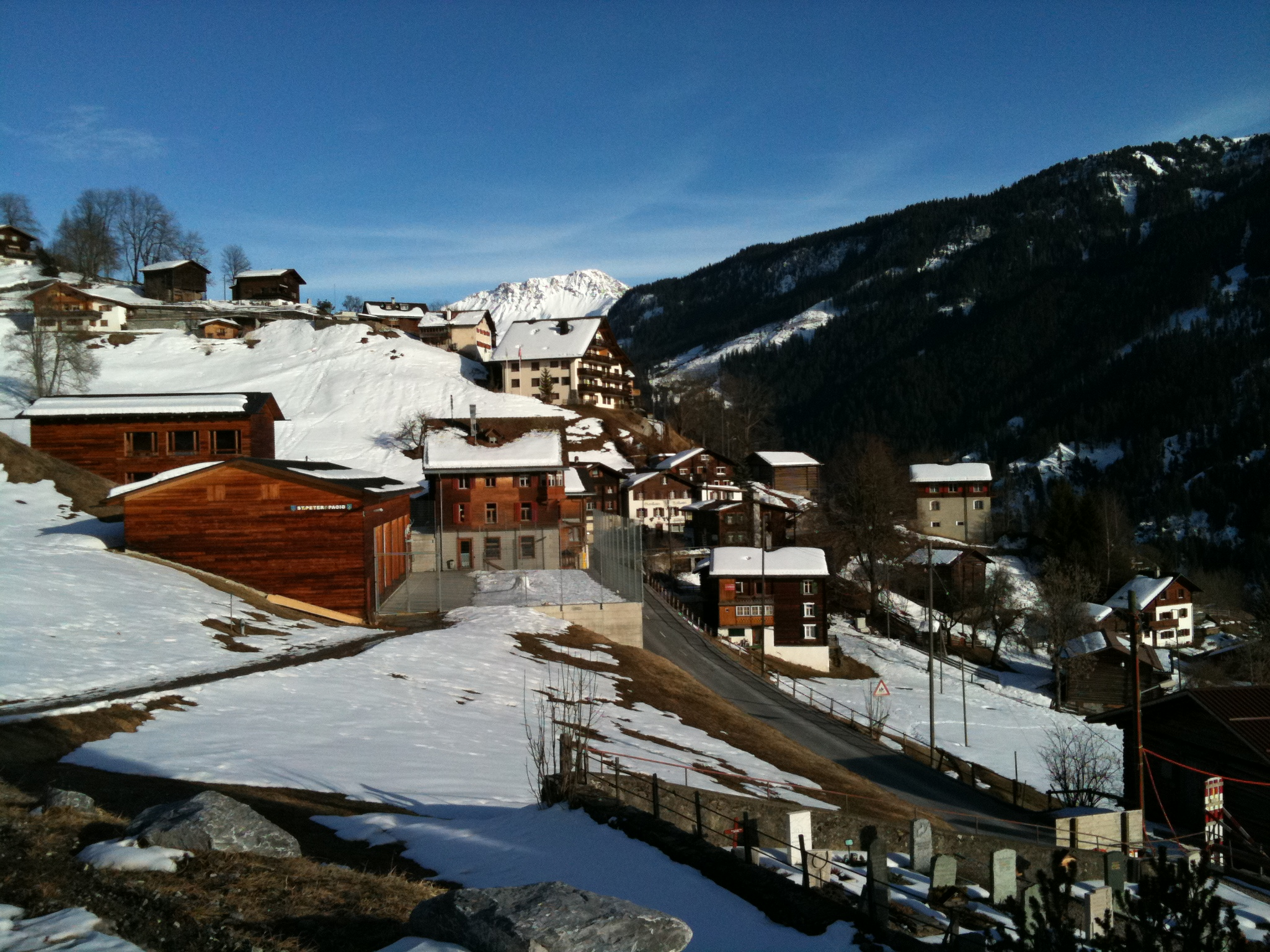
Schulhaus, Mehrzweckhalle und Gemeindehaus von Conradin Clavuot

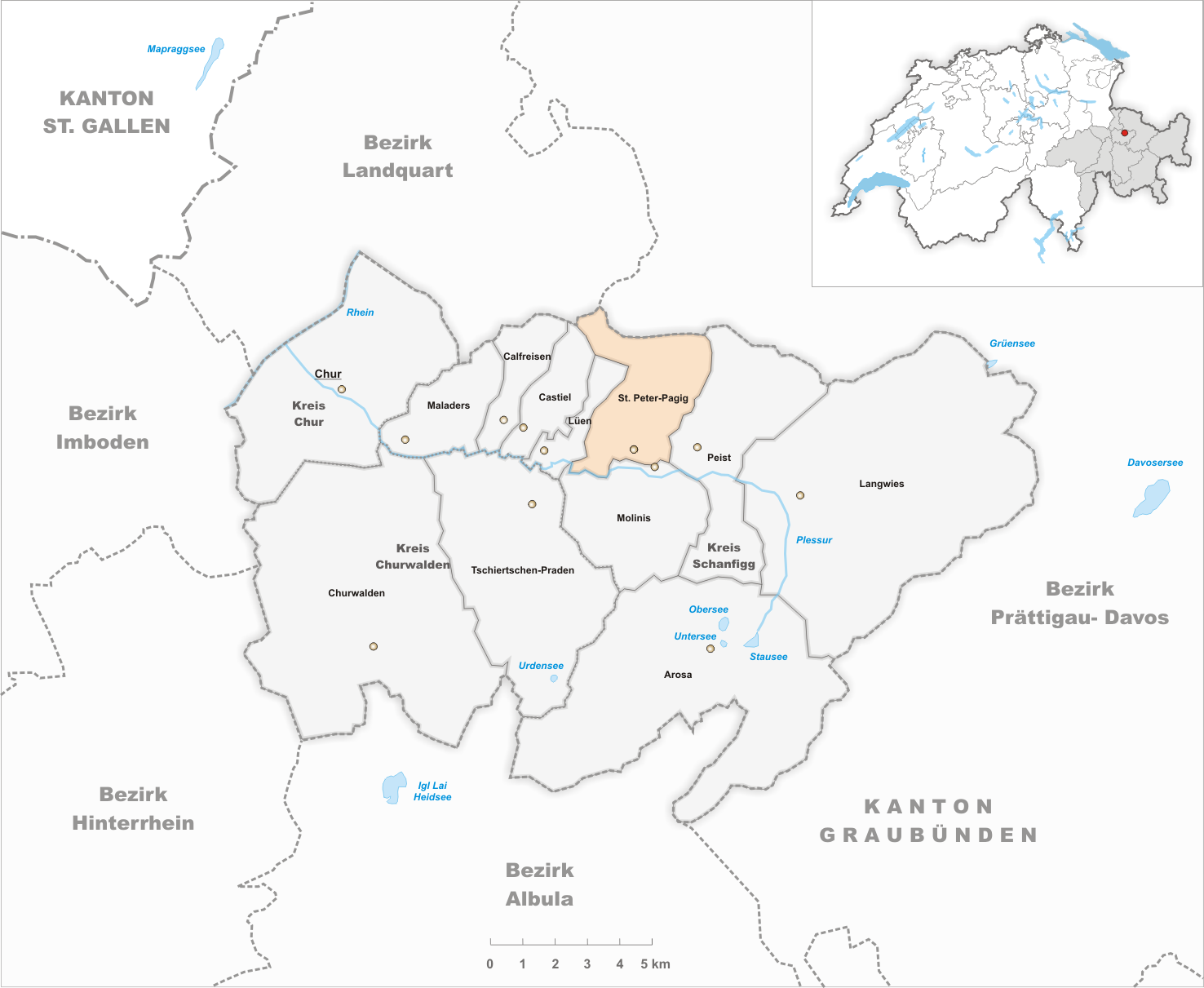
Gemeindestand vor der Fusion am 31. Dezember 2012

| Wappen von St. Peter-Pagig | Blasonierung: «In Blau ein pfahlweise gestellter, gestürzter goldener (gelber) Schlüssel» |
| Wappen von St. Peter-Pagig | Die Gemeinde St. Peter-Pagig führte das Wappen der früheren Gemeinde Sankt Peter weiter. Der Schlüssel ist das Attribut des Heiligen Petrus, der der Patron der reformierten Dorfkirche und mit dieser der ältesten Pfarrkirche des Schanfiggs ist, und deutet auf den Namen der ehemaligen Gemeinde hin. Farben des Zehngerichtenbundes. |

## Sehenswürdigkeiten
- 1996–1999: Schulhaus, Mehrzweckhalle und Gemeindehaus, Architekt: Conradin Clavuot[1]

Siehe auch: Liste der Kulturgüter in Arosa